# Adamów (powiat Łukowski)
Adamów is een dorp in het Poolse woiwodschap Lublin, in het district Łukowski. De plaats maakt deel uit van de gemeente Adamów en telt 2100 inwoners.